# Charlotte Tassé
Charlotte Tassé, née le 2 mai 1893 à Henryville et morte le 29 juillet 1974 à Montréal, est une garde-malade (infirmière) canadienne-française. Cette pionnière contribue au développement de la profession de garde-malade. Au cours de sa carrière, elle a notamment créé la profession de garde-malade auxiliaire dans la province de Québec, contribué à l'émergence du nursing psychiatrique et dirigé pendant plus de trente ans l'Institut Albert Prévost, l'un des centres psychiatriques les plus importants de la province.

## Biographie

### Enfance et formation
Charlotte Tassé est la fille de Charles-Eugène Tassé, propriétaire terrien par son père médecin, et d'Ernestine Lafond, fille du maire de Saint-Georges-d'Henryville. Elle est la deuxième d'une fratrie de onze enfants, dont deux mourront en bas âge.
Elle étudie d'abord chez les Religieuses de la Présentation de Marie d'Henryville puis de Roxton Falls. À l'exemple de sa sœur Liliane, elle part à Montréal le 2 février 1914 pour entrer à l'école d'infirmières de l'hôpital Notre-Dame. Elle y suit notamment des cours sur l'anatomie, la bactériologie en plus de divers stages, dont en obstétrique. Elle en sort diplômée en janvier 1917. Après ses études, elle exerce comme infirmière privée à Montréal et dans les environs avant de partir poursuivre sa spécialisation à New York à l'hôpital Bellevue.

### Le Sanatorium Albert-Prévost
À son retour à Montréal en 1919, elle se voit offrir une place de garde-malade au nouveau sanatorium du Dr Albert Prévost, fondé quelques semaines plus tôt et situé au nord de l'île de Montréal, à proximité de la rivière des Prairies. Le lieu accueille principalement des malades nerveux. Charlotte Tassé intègre officiellement l'institution le 17 septembre 1919. Peu de temps après son arrivée, elle devient infirmière en chef et y ouvre une école d'infirmières. Elle en prend la direction en plus de donner des cours.

#### Directrice et infirmière chef

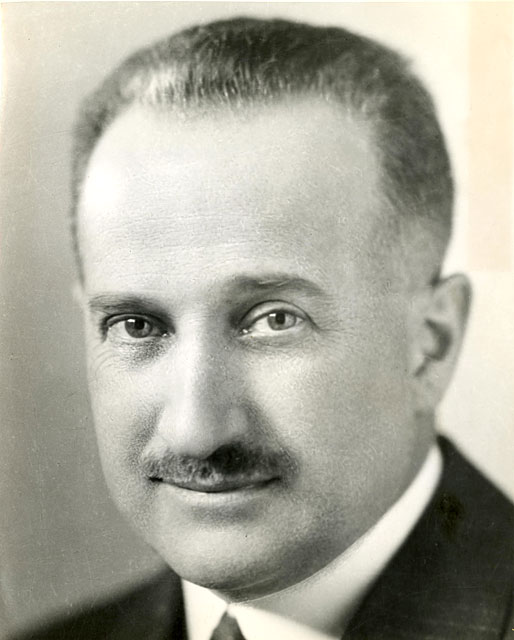
Le D^{r} Albert Prévost a fondé, en juillet 1919, un sanatorium près de la rivière des Prairies en banlieue de Montréal pour les malades nerveux.

Après la mort accidentelle du Dr Prévost en 1926, Charlotte Tassé prend en charge le sanatorium. Pour l'épauler dans ces tâches, elle reçoit l'aide d'assistantes, dont sa sœur Liliane, et de deux médecins de l'établissement, le radiologiste Charles A.-Langlois et le neurologue Edgar Langlois. Heva Prévost-Auger, sœur du fondateur, lui apporte également son soutien. Bernadette Lépine, qui était jusque-là garde-malade au privé, intègre le sanatorium le 11 novembre 1926. Elle deviendra vite le bras droit de Charlotte Tassé.

#### La revueLa Garde-Malade Canadienne-Française
En 1928, Charlotte Tassé se voit confier la direction d'une nouvelle revue infirmière en remplacement de celle des sœurs grises : La Garde-Malade Canadienne-Française. Cette revue mensuelle souhaite devenir « un lieu intellectuel et moral, un organe scientifique et professionnel, un moyen d'action, une occasion d'union et de progrès ».
Elle a tôt fait de devenir cet organe professionnel. Certaines gardes-malades notent l'absence de Canadiennes françaises au sein du comité d'organisation du VIe Congrès international des gardes-malades qui se tiendra à Montréal en juillet 1929. Les gardes-malades se mobilisent et Charlotte Tassé est du lot. Elle fait pression par le biais de la revue pour que ses consœurs canadiennes-françaises fassent partie de l'organisation du congrès. Elles obtiennent finalement gain de cause. Charlotte Tassé et d'autres vont ainsi être nommées dans divers de ses comités.
Par ailleurs, la revue connaît rapidement du succès auprès des gardes-malades canadiennes-françaises grâce à sa section consacrée aux examens. En 1937, Charlotte Tassé publie, à partir de cette section, un Manuel des questions et réponses d'examens de gardes-malades. Ce manuel sera réédité à de nombreuses reprises par la suite.    

#### Tassé et Lépine: premières infirmières laïques propriétaires d'un établissement
La profession de gardes-malades ne cesse d'évoluer et cela est encore plus vrai avec les nouvelles préoccupations en matière d'hygiène et la médicalisation de la santé. Tassé demeure à l'affût des nouvelles techniques et connaissances dans les domaines des soins infirmiers et en psychiatrie. En 1933, elle se rend en Europe pour assister à plusieurs congrès: Congrès des infirmières à Paris, au Congrès des Hôpitaux à Knocke-sur-mer et au Congrès des gardes-malades catholiques à Lourdes.
À son retour à Montréal, elle doit trouver des solutions pour aider le sanatorium à faire face à ses difficultés financières. Depuis le début de la Crise économique, ses pertes de revenus n'ont cessé de croître. Le ministre Albiny Paquette leur octroie bien une somme ponctuelle de 25 000$ mais Tassé et Lépine cherchent une solution qui soit plus durable. En 1937, elles décident toutes deux de racheter l'établissement privé pour le transformer en corporation à but non lucratif. Cela leur permettra d'accueillir des patients de l'assistance publique, dont les frais sont en grande partie assumés par le gouvernement. Elle s'empresse d'écrire à ce sujet au premier ministre Maurice Duplessis.

Entre-temps, Tassé élabore une formation en neurologie et en psychiatrie pour les gardes-malades diplômées et les étudiantes de 3e année. Cette formation, mise sur pied en 1938 et dispensée au sanatorium, mène à l'obtention d'un certificat en neuropsychiatrie. 

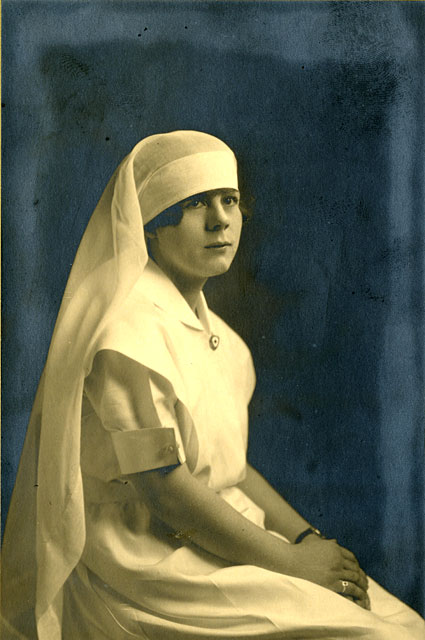
Bernadette Lépine épaule Charlotte Tassé pendant une quarantaine d'années.

La fin de la guerre et le retour au pouvoir de l'Union nationale se révèleront salutaire pour Charlotte Tassé. Le 17 mai 1945, le Sanatorium Prévost est constitué en corporation à but non lucratif. Avec sa collègue Lépine, elle a investi ses finances personnelles dans l'aventure. Elle a développé la nouvelle corporation comme elle l'avait imaginé, c'est-à-dire sur le modèle des hôpitaux administrés par les communautés religieuses afin de pouvoir recevoir du financement public. De plus, le Sanatorium Prévost sera dorénavant géré par un conseil d'administration de femmes laïques, que préside Tassé, rattaché à une équipe médicale masculine. Tassé et Lépine deviennent dès lors les premières infirmières laïques de la province de Québec à être propriétaire et à diriger un centre de soins et de formation psychiatriques d'envergure.

#### La première école de gardes-malades auxiliaires
Le 4 septembre 1950, Charlotte Tassé ouvre, au sein du sanatorium, la première école de gardes-malades auxiliaires de la province de Québec et peut-être même au Canada. Elle a créé cet ordre professionnel sur le modèle des practical nurses aux États-Unis. Tassé a choisi le slogan « S’oublier pour soulager » et le symbole de l'abeille pour son école.
Le Comité des hôpitaux du Québec s'intéresse rapidement au projet et lui demande, en décembre 1951, de superviser un sous-comité des écoles de gardes-malades auxiliaires chargé d'en ouvrir  d'autres ailleurs dans la province. Charlotte Tassé participe à leur organisation en plus d'assurer un contrôle de leur fonctionnement.
Elle n'est jamais à cours d'idées pour assurer la professionnalisation du domaine du soin. Soucieuse de la qualité de la formation, elle invite les plus grands experts au sanatorium, dont le psychiatre français Henri Ey, à venir y donner des conférences. En 1953, elle démarre un cours de perfectionnement en nursing psychiatrique qui débouche sur l'obtention d'un diplôme reconnu par l'Université de Montréal. Rachel Gagnon devient, le 13 octobre 1954, la première infirmière psychiatrique diplômée. Charlotte Tassé assiste à la cérémonie de remise des diplômes. Forte de tous ces accomplissements, l’œuvre de Charlotte Tassé est reconnue par ses pairs. L'Association d'hygiène mentale du Canada l'honore ainsi en 1955 et lui remet son grand prix annuel pour la province de Québec pour l'ensemble de son travail en santé mentale. La même année, un centre psychiatrique est inauguré au sanatorium, rebaptisé Institut Albert-Prévost. Bernadette Lépine a pleinement participé au projet, allant jusqu'à la conception du bâtiment.

### Affrontement avec les psychiatres
Camille Laurin fait son entrée à l'Institut de Albert-Prévost en 1957. Le jeune psychiatre y devient rapidement directeur scientifique, après la démission de Karl Stern qui occupait le poste, et s'emploie à réformer la pratique de la psychiatrie au sein de l'établissement. En 1961, une crise éclate au sanatorium entre le comité d'administration, dirigé par Charlotte Tassé, et l'équipe de psychiatres menée par Camille Laurin. Ce dernier a signé la postface du livre de Jean-Charles Pagé, Les fous crient au secours. C'est ce qui jette le feu aux poudres. Le conflit s'éternise, Laurin allant jusqu'à menacer de démissionner, et finit par déboucher sur la suspension du conseil d'administration le 10 juillet 1962. Le gouvernement de Jean Lesage et le ministre de la Santé Alphonse Couturier mettent dès lors en place une commission d'enquête dirigée par le juge André Régnier et nomment un administrateur provisoire, Thomas J. Pogany. Charlotte Tassé est écartée de l'administration de son établissement, qui est confiée aux psychiatres, et est même confinée pendant un temps dans ses appartements situés à l'institut. 

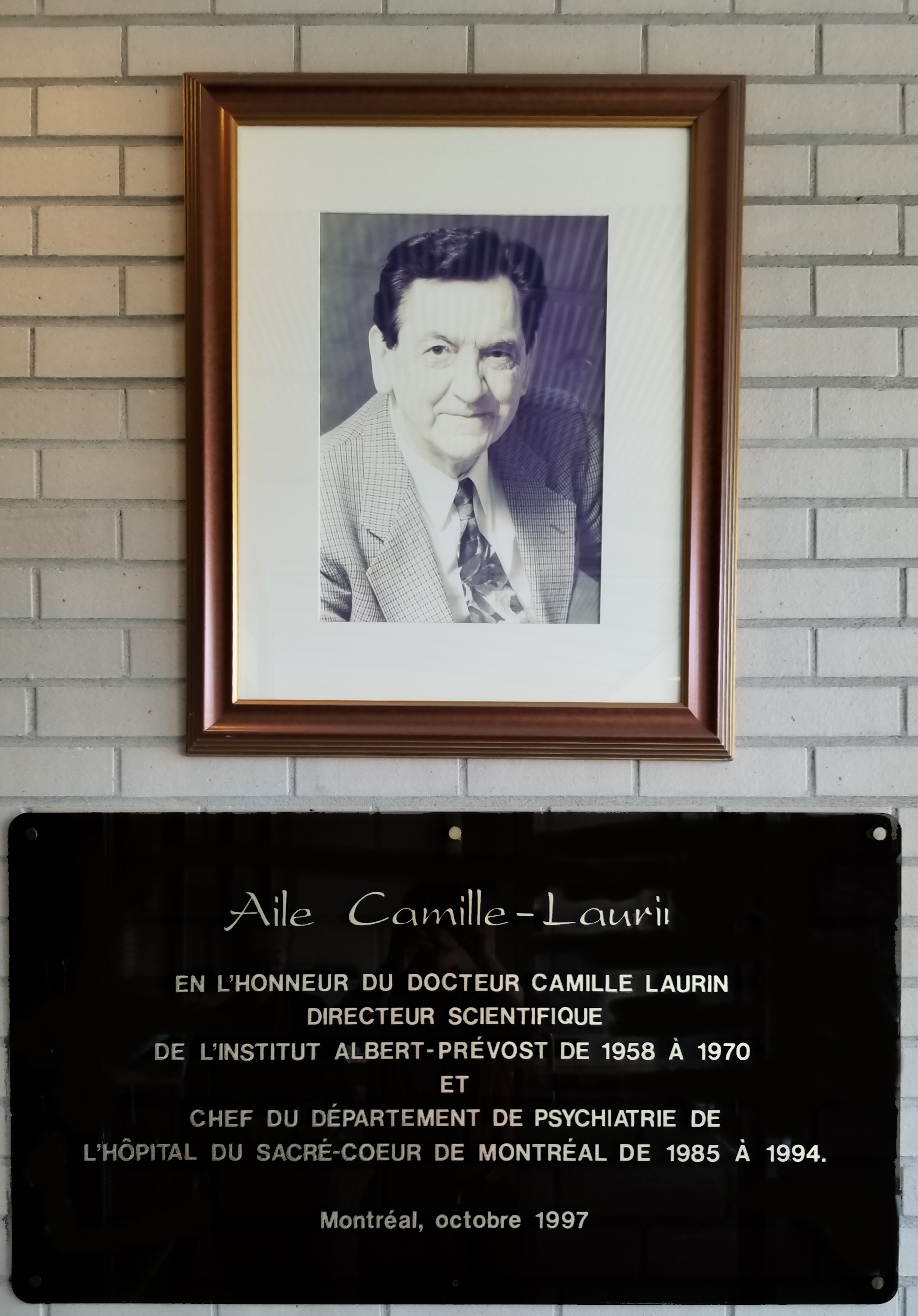
Camille Laurin est directeur scientifique de l'Institut Albert-Prévost de 1958 à 1970.

Le 20 juin 1963, Tassé et Lépine démissionnent. Le rapport du juge Régnier est déposé près d'un an plus tard, le 4 juin 1964. Le gouvernement ne suit toutefois pas ses recommandations et décide d'accorder le pouvoir aux psychiatres Laurin et Pogany. Charlotte Tassé n'hérite que d'une place honorifique au sein du comité d'administration de l'institut.
Déçue et blessée par ces événements, Charlotte Tassé se détourne progressivement de la gestion de l'institut, tout en continuant à œuvrer activement au sein de sa revue (devenue Les cahiers du nursing canadien (1957), puis Les cahiers du nursing (1963), ainsi que dans l'Association des gardes-malades auxiliaires de la province de Québec qu'elle a contribué à créer. Elle s'installe par ailleurs dans un appartement sur le boulevard Laurentien.

### Décès
Malade, elle rejoint une maison spécialisée au début des années 1970. Elle prend auparavant soin de déposer ses archives à la Bibliothèque nationale du Québec. Entre-temps, son ancien institut est fusionné à l'Hôpital du Sacré-Cœur et devient un département de psychiatrie.
Charlotte Tassé s'éteint le 29 juillet 1974 à l'Hôtel-Dieu de Montréal. Elle est enterrée à Henryville. Elle n'avait pas eu d'enfant.

## Hommages et commémorations
- Un prix d'excellence à son nom[23] est remis tous les deux ans par l'Ordre des infirmières et infirmiers auxiliaires du Québec.
- Le Centre de formation professionnelle Charlotte-Tassé[24] à Longueuil.
- Une rue à son nom à Montréal[25].
- Une aile à son nom à l'Hôpital en santé mentale Albert-Prévost[26].